# Tocantins (ort)
Tocantins är en ort i Brasilien.   Den ligger i kommunen Tocantins och delstaten Minas Gerais, i den sydöstra delen av landet, 800 km sydost om huvudstaden Brasília. Tocantins ligger 356 meter över havet och antalet invånare är 12 875.
Terrängen runt Tocantins är platt åt sydost, men åt nordväst är den kuperad. Närmaste större samhälle är Ubá, 9,9 km nordost om Tocantins.
Omgivningarna runt Tocantins är huvudsakligen savann. Runt Tocantins är det ganska tätbefolkat, med 70 invånare per kvadratkilometer.